# Latrodectus thoracicus
Latrodectus thoracicus es una especie de araña araneomorfa terídida del género Latrodectus, cuyas integrantes son denominadas comúnmente viudas negras. Habita en el oeste del Cono Sur de Sudamérica.

## Taxonomía
Descripción original
Esta especie fue descrita originalmente en el año 1849 por el zoólogo Hercule Nicolet con el mismo nombre científico.
Holotipo
El holotipo es un ejemplar hembra adulta, la cual está perdida.
Localidad tipo
La localidad tipo referida es: “Concepción (Región del Bío-Bío), Chile”.
Relaciones filogenéticas
Era ubicada en la sinonimia de Latrodectus mactans o en la de Latrodectus curacaviensis, hasta que en el año 2009 fue elevada nuevamente a su condición de especie válida por Milenko Aguilera, Guillermo D’Elía y María Casanueva.
Al presentar 3espiras en la hembra, en los ductos de conexión de la espermateca así como en el émbolo del palpo copulador del macho, esta especie pertenece al grupo “mactans”.

## Características
Como en otros integrantes del género Latrodectus, en L. thoracicus sus ojos se posicionan en dos filas, cada una cuenta con 4; los tarsos concluyen en 3 uñas; en la cara ventral del tarso IV, gruesas cerdas integran una estructura con forma de peine y en la hembra su abdomen es globoso. Los machos son de menor tamaño y con las patas proporcionalmente más largas. El color de la hembra es negro lustroso con algunas manchas rojas en el abdomen.

## Distribución y hábitat
Esta especie habita en el oeste de América del Sur, en el oeste de la Argentina y en Chile, donde se distribuye desde la Región de Arica y Parinacota hasta la isla Grande de Tierra del Fuego, en el sector sudamericano de la Región de Magallanes y de la Antártica Chilena.
Vive en la base de matas de gramíneas y asteráceas o bajo piedras en hábitats con escasa vegetación. Su dieta está compuesta mayormente por coleópteros.

## Peligrosidad
Esta araña es peligrosa para los seres humanos ya que cuenta con glándulas venenosas que producen latrotoxinas (una neurotoxina) las que son inoculadas en caso de una mordedura, especialmente si se trata de una hembra, ya que esta posee quelíceros de mayor tamaño, los que son más adecuados para penetrar en la piel humana.